# 聖徳宗
聖徳宗（しょうとくしゅう）は、日本の仏教宗派の一つであり、奈良県生駒郡斑鳩町の法隆寺を総本山とする。小本山に法起寺・法輪寺、門跡寺院の中宮寺など末寺は、29ヵ寺。
昭和25年（1950年）に、法相宗からの独立を果たす（宗教法人として認可されたのは、昭和27年（1952年））。聖徳太子を宗祖とする。所依の経典は、聖徳太子が撰したとされる「三経義疏」である。

## 歴代管長
- 初代　佐伯良謙
- 第5代　高田良信
- 第6代　大野玄妙